# Takuya
Takuya ist ein männlicher oder (selten) weiblicher japanischer Vorname (der im Japanischen hinter dem Familiennamen steht). Das ENAMDICT kennt 33 verschiedene Schreibweisen des Namens in unterschiedlichen Bedeutungen.

## Bekannte Namensträger
- Takuya (Gitarrist), Gitarrist bei An Cafe
- Takuya Honda (* 1985), japanischer Fußballspieler
- Takuya Izawa (* 1984), japanischer Rennfahrer
- Takuya Katayama (* 1972), japanischer Badmintonspieler
- Takuya Kimura (* 1972), japanischer Sänger und Schauspieler
- Takuya Kurosawa (* 1962), japanischer Autorennfahrer
- Kudo Takuya (Sänger), japanischer Sänger und Schauspieler
- Kudo Takuya (Informationstechniker), Informationstechniker und IT-Entwickler
- Kudo Takuya (Designer), Automobildesigner und Unternehmer
- Takuya Tasso (* 1964), japanischer Politiker
- Takuya Yamada (Fußballspieler) (* 1974), japanischer Fußballspieler
- Takuya Yamada (Sportler) (* 1978), japanischer Bogenbiathlet, Skilang- und Trailläufer